# Френк Коулман
Френк Джон Коулеман (англ. Frank John Coleman; 26 квітня 1888 — 29 листопада 1948) — американський актор німого кіно.
Френк Джон Коулман народився 26 квітня 1888 року у місті Ньюбург (Нью-Йорк), Нью-Йорк.
Колуман знімався к кіно з Чарлі Чапліном на Essanay Studios в Лос-Анджелесі, і продовжив працювати з ним в Mutual з червня 1917 року.

## Часткова фільмографія
- 1915 — Банк / The Bank — грабіжник банку
- 1915 — Кармен / Burlesque on Carmen
- 1916 — Контролер універмагу / The Floorwalker
- 1916 — Скетинг-ринг / The Rink
- 1916 — Бродяга / The Vagabond
- 1916 — Пожежник / The Fireman
- 1917 — Лікування / The Cure
- 1917 — Тиха вулиця / Easy Street
- 1917 — Іммігрант / The Immigrant
- 1917 — Шукач пригод / The Adventurer
- 1917 — Tenderfoot
- 1918 — / A High Diver's Last Kiss
- 1920 — Новий початок
- 1921 — / The Cave Girl
- 1922 — Show